# جون بودكن آدامز
جون بودكن آدامز (بالإنجليزية: John Bodkin Adams)‏ (21 يناير 1899 – 4 يوليو 1983) كان طبيبًا عامًا بريطانيًا من أيرلندا الشمالية، مُحتالًا مُدانًا ومُشتبهًا بكونه قاتلًا مُتسلسلًا. توفي أكثر من 160 من مرضاه بين عامي 1946 و 1956 بسبب ما يُمكن اعتباره ظروفًا مشبوهة. ترك له 132 شخصًا من هؤلاء المرضى نقودًا أو مُقتنيات في وصاياهم. حوكم وبُرِّئ من جريمة قتل أحد مرضاه عام 1957. سُحبت تهمة قتل أخرى من قبل الادعاء في ما وُصف لاحقًا من قبل رئيس المحكمة السير باتريك ديفلين بأنه «إساءة للعملية»، مُتسببًا بطرح أسئلة في البرلمان حول تعامل الادعاء مع الأحداث. ظهرت المحاكمة في العناوين حول العالم ووُصفت في ذلك الوقت بكونها «واحدةٌ من أكبر محاكمات القتل في التاريخ» و«محاكمة قتل القرن». وُصفَت أيضًا في ذلك الوقت على أنها «فريدة» لأنَّ وبحسب كلام القاضي، كان يجب «أثبات فعل القتل بواسطة أدلة الخبراء». كان للمحاكمة تداعيات قانونية مهمة. أسست لمعتقد التأثير المزدوج، الذي يُقلل فيه الطبيب من فترة حياة الشخص، كنتيجة غير مقصودة، عن طريق إعطائه علاجًا بغاية تخفيف الألم. ثانيًا، غُيِّر القانون ليسمح للمدَّعى عليهم طلب عقد جلستهم بخصوصية، وذلك بسبب الدعاية المحيطة بجلسة آدامز. أخيرًا، وبالرغم من أنه لم يكن مطلوبًا من المدعى عليه خلال التاريخ القانوني المسجل تقديم ليدافع بها عن نفسه، فقد أكد القاضي في تلخيصه بأهمية عدم تحيز هيئة المحلفين نتيجة عدم قيام آدامز بهذا.
أُدين آدامز في محاكمة لاحقة بـ 13 تهمة تحايل بالوصفات الطبية، الكذب في استمارات حرق الموتى، عرقلة تفتيش الشرطة وعدم الاحتفاظ بسجل للأدوية الخطيرة. استُبعِد من السجل الطبي عام 1957 وأُعيد إليه عام 1961 بعد أن فشل طلبه مرتين.
كانت ملفات سكوتلاند يارد حول القضية مُغلقة لعامة الناس لمدة 75 سنة، وكانت ستبقى هكذا حتى عام 2033. مُنح تصريح خاص عام 2003 لفتح الملفات بعد طلب من المؤرخة باميلا كولن، واستُعملت منذ ذلك الحين من قبل عدة باحثين.

## مطلع حياته
وُلد آدمز وتربى في راندالزتاون، أولستر، إيرلندا لعائلة مُتدينة للغاية تتبع كنيسة الإخوة البليموث، وهي طائفة بروتستانتية متزمتة بقي آدمز فيها عضوًا حياته كلها. كان والده سامويل واعضًا في المجمع المحلي وكانت يمتهن صناعة الساعات. كان لديه اهتمام شغوف بالسيارات، والذي مرره إلى جون. كان عمر جون 39 عامًا في عام 1896 عندما تزوج من إيلين بودكين التي كان عمرها 30 عامًا. كان جون ابنهم الأول، وتبعه أخوه، ويليام سامويل عام 1903. توفي والد آدمز عام 1914 بسكتة. توفي ويليام بعدها بأربع سنوات بسبب وباء الانفلونزا لعام 1918.
بعد ارتياده لمعهد كوليرين الأكاديمي لعدة سنوات، دخل إلى جامعة الملكة في بلفاست بعمر 17 عامًا. كان يُرى هناك من قبل مُحاضريه على أنه «كادح» و«ذئب وحيد»، وخسر سنة دراسية جزئيًا بسبب مرض (من المحتمل أن يكون السل). تخرج عام 1921، بعد فشله في التأهل للحصول على مرتبة الشرف. عَرض الجرّاح آرثر ريندل شورت عام 1921 على آدامز منصبًا كمساعد طبيب مقيم في مستشفى بريستول الملكي. قضى سنة هناك ولكنه لم يُثبت نجاحه. قدم آدامز على وظيفة بحسب نصيحة شورت وهي وظيفة طبيب عام في مؤسسة مسيحية في إيستبورن، ساسكس.

## إيستبورن
وصل آدامز إلى إيستبورن عام 1922 حيث عاش فيها مع والدته وابنة عمه، سارة فلورنس هنري. اقترض مبلغ 2,000 باوند عام 1929 (ما يعادل 104,247 باوند بحسب أسعار عام 2011) من مريض اسمه ويليام ماوهود، واشترى منزلًا يحتوي على 18 غرفة يُدعى كينت لودج، في ترينيتي تريز (التي عُرفت لاحقًا باسم سيسايد رود)، عنوان مُختار. كان آدم يدعوا نفسه بشكل مُتكرر لمنزل ماوهود في أوقات الوجبات، ويجلب حتى والدته وابنة عمه. بدأ أيضًا بطلب مواد إلى حساباتهم في المتاجر المحلية دون أخذ إذنهم. وَصفت السيدة ماوهود آدامز لاحقًا للشرطة على أنه «مقامر حقيقي». عندما تُوفي السيد ماوهود عام 1949، زار آدامز أرملته، دون دعوة، وأخذ قلمًا ذهبيًا عيار 22 قيراط من على مقعد الزينة في غرفة نومها، قائلًا أنه أراد «شيئًا من زوجها». ولم يرجع إليها مرة أخرى.
بدأت الإشاعات حول طُرق آدمز غير التقليدية في منصف ثلاثينيات القرن العشرين. ورث آدمز عام 1935 مبلغ 7,385 باوند من مريضة اسمها ماتليدا ويتون؛ وبلغت قيمة كامل ممتلكاتها 11,465 باوند، ما يعادل 430,931 باوند و669,007 باوند عى التوالي حسب قيم عام 2011. طُعن في الوصية من قبل أقاربها ولكنها أُيدت في المحكمة، بالرغم من قلب وصية تُعطي لوالدة آدامز 100 باوند. بدأ آدمز لاحقًا بتلقي «بطاقات بريدية مجهولة» بخصوص «قتله» للمرضى، كما اعترف في مقابلة صحفية عام 1957. استلمت هذه الرسائل البريدية بنسبة ثلاثة أو أربعة رسائل سنويًا حتى الحرب العالمية الثانية، وثم بدأت مرة أخرى عام 1945.
بقي آدامز في إيستبورن خلال فترة الحرب، وقيل أنه كان «غاضبًا» ولا يبدوا انه مرغوب فيه من قبل الأطباء الآخرين ليتم اختياره لـ «نظام التجمع» حيث يعالج الأطباء العامون مرضى الزملاء الذين استُدعيوا. حصل على الدبلوم عام 1941 في اختصاص التخدير وعمل في مستشفى محلي يومًا واحدًا في الإسبوع، حيث اكتسب سمعة العامل الأخرق. كان ينام خلال العمليات، يأكل الكعك، يعد النقود، ويخلط أنابيب غاز التخدير حتى، مما يؤدي لاستيقاظ المرضى أو إصابتهم بالزرقة. توفيت والدته عام 1943، وأصيبت ابنة عمه سارة في عام 1952 بمرض السرطان. أعطاها آدمز حقنة قبل وفاتها بنصف ساعة وبحسب المؤرخة باميلا كولن، هذه هي الحالة الوحيدة «التي يمكن اعتبار الطبيب فيها أنه يُسَهل الموت»
كانت حياة آدامز العملية ناجحة جدًا، وادعى هالورث أنه اكتسب سمعة كونه أثرى طبيب في إنجلترا بحلول عام 1956، بالرغم من عدم الاستشهاد بأي دليل. ادّعى كولن ادعاءًا مُشابهًا آخر غير منسوب لمصدر بأنه «ربما كان أثرى طبيب عام في إنجلترا». رافق بعض أكثر الناس شهرةً وتأثيرًا في المنطقة، كعضو البرلمان والحائز على الميدالية الأولمبية اللورد بورغلي، رسّام المجتمع أوزوالد بيرلي، الأدميرال روبرت برندرغاست، المُنتج الصناعي ألكساندر ماغواير، دوق ديفونشاير العاشر، رئيس شرطة إيستبورن ريتشارد والكر ومجموعة من رجال الأعمال. تلقت شرطة إيستبورن اتصالًا مجهولًا حول موتٍ في تاريخ 23 يوليو عام 1956، بعد سنواتٍ من الإشاعات، وذكر آدامز في ما لا يقل عن 132 وصية من وصايا مرضاه. كان الاتصال من ليزلي هينسون، المؤدية في قاعة الموسيقى، والتي توفي صديقها جيرترود هولت بشكل غير متوقع بينما كان يُعالج من قبل آدامز.